# داريل كلاك
داريل كلاك (بالإنجليزية: Darryl Clack)‏ هو لاعب كرة قدم أمريكية أمريكي، ولد في 29 أكتوبر 1963 في سان أنطونيو في الولايات المتحدة.

## وصلات خارجية
- داريل كلاك على موقع مرجع كرة القدم المحترفة.كوم (الإنجليزية)